# Vitória Futebol Clube 2018-2019
Questa voce raccoglie le informazioni riguardanti il Vitória Futebol Clube nelle competizioni ufficiali della stagione 2018-2019.

## Rosa
| N. |                       | Ruolo | Calciatore                 |
| -- | --------------------- | ----- | -------------------------- |
| 1  | Portogallo (bandiera) | P     | Cristiano                  |
| 2  | Brasile (bandiera)    | D     | Gustavo Cascardo           |
| 4  | Portogallo (bandiera) | D     | Artur Jorge                |
| 5  | Portogallo (bandiera) | D     | Mano                       |
| 6  | Brasile (bandiera)    | D     | Dankler                    |
| 8  | Portogallo (bandiera) | C     | Nuno Valente               |
| 9  | Portogallo (bandiera) | C     | Alex                       |
| 10 | Brasile (bandiera)    | C     | Éber Bessa                 |
| 11 | Portogallo (bandiera) | A     | Costinha                   |
| 12 | Portogallo (bandiera) | P     | Miguel Lázaro              |
| 13 | Portogallo (bandiera) | D     | Vasco Fernandes (capitano) |
| 14 | Portogallo (bandiera) | D     | Pedro Pinto                |
| 15 | Portogallo (bandiera) | C     | Rúben Micael               |
| 16 | Portogallo (bandiera) | D     | André Sousa                |
| 18 | Portogallo (bandiera) | C     | Tomás Azevedo              |

| N. |                          | Ruolo | Calciatore         |
| -- | ------------------------ | ----- | ------------------ |
| 20 | Portogallo (bandiera)    | D     | Hildeberto Pereira |
| 21 | Portogallo (bandiera)    | D     | Nuno Pinto         |
| 23 | Portogallo (bandiera)    | A     | Frédéric Mendy     |
| 27 | Portogallo (bandiera)    | C     | André Pedrosa      |
| 28 | Brasile (bandiera)       | P     | Milton Raphael     |
| 29 | Portogallo (bandiera)    | C     | José Semedo        |
| 30 | Nigeria (bandiera)       | C     | Mikel Agu          |
| 33 | Brasile (bandiera)       | A     | Allef              |
| 40 | Portogallo (bandiera)    | D     | Baba Fernandes     |
| 44 | Portogallo (bandiera)    | C     | Luís Cortez        |
| 45 | Guinea-Bissau (bandiera) | A     | Valdu Té           |
| 87 | Portogallo (bandiera)    | C     | Zequinha           |
| 95 | Sudafrica (bandiera)     | C     | Kermit Erasmus     |
| 99 | Venezuela (bandiera)     | A     | Jhonder Cádiz      |